# Nombre de Nusselt
Le nombre de Nusselt {\displaystyle {N\!u}} est un nombre adimensionnel utilisé pour caractériser le type de transfert thermique entre un fluide et une paroi. Il met en rapport le transfert par convection par rapport au transfert par conduction. Il est d'autant plus élevé que la convection prédomine sur la conduction.
Déterminer le nombre de Nusselt permet de calculer le coefficient de convection thermique à l'aide d'une corrélation, généralement obtenue expérimentalement, qui le lie
- au nombre de Reynolds et au nombre de Prandtl en convection forcée ;
- au nombre de Rayleigh en convection naturelle.

## Définitions

### Nombre de Nusselt local
Le nombre de Nusselt local est défini de la manière suivante :
{\displaystyle {N\!u}={\frac {h\,L_{c}}{\lambda }}},
avec :
- {\displaystyle h} : coefficient de transfert thermique ou coefficient de convection (W·m-2·K-1) en un point particulier de la surface ;
- {\displaystyle L_{c}} : longueur caractéristique (m) ; elle est la même que celle utilisée pour le nombre de Reynolds ;
- {\displaystyle {\lambda }} : conductivité thermique du fluide (W·m-1·K-1).

La longueur caractéristique {\displaystyle L_{c}} dépend de la géométrie de la surface d'échange. Par exemple :
- dans le cas d'une plaque plane, on prendra l'abscisse {\displaystyle x} à compter du bord d'attaque de la plaque,
- dans le cas d'un écoulement dans une conduite, on prendra le diamètre intérieur {\displaystyle D} de la canalisation, ou le diamètre hydraulique si la conduite n'a pas une section circulaire.

Le nombre de Nusselt local peut également s'écrire sous la forme d'un gradient de température adimensionné à la paroi.
En posant {\displaystyle y^{+}={\frac {y}{L_{c}}}} et {\displaystyle T^{+}={\frac {T-T_{s}}{T_{\infty }-T_{s}}}} , on obtient à partir de l'équation de définition du coefficient de transfert :
{\displaystyle {N\!u}={\frac {\partial T^{+}}{\partial y^{+}}}{\Bigg |}_{\mathrm {paroi} }},

avec {\displaystyle T} la température du fluide en une position donnée, {\displaystyle T_{s}} la température de surface de la paroi et {\displaystyle T_{\infty }} la température du fluide à grande distance de la paroi.

### Nombre de Nusselt global
Le nombre de Nusselt global permet de calculer le coefficient de convection moyen sur la totalité de la surface. Il s'exprime :
{\displaystyle {\overline {N\!u}}={\frac {{\overline {h}}\,L_{c}}{\lambda }}},
où {\displaystyle {\overline {h}}={\frac {1}{S}}\iint _{S}h\ \mathrm {d} S} de sorte que le flux thermique soit {\displaystyle \Phi ={\overline {h}}\,S\,(T_{s}-T_{\infty })}.

## Corrélations

### En convection forcée
L'application du théorème de Buckingham à un problème de convection forcée, pour un écoulement établi en vitesse et en température avec un fluide dont les propriétés thermomécaniques sont constantes, fait apparaître trois groupements ou nombres sans dimension en relation sous la forme suivante :
{\displaystyle {N\!u}=C\ {Re}^{\alpha }\ {Pr}^{\beta }},
avec : 
- {\displaystyle {Re}={\frac {V\,L_{c}}{\nu }}={\frac {\rho \,V\,L_{c}}{\mu }}} le nombre de Reynolds,
- {\displaystyle {Pr}\,=\,{\frac {\nu }{\alpha }}\,=\,{\frac {\mu \,c_{p}}{\lambda }}} le nombre de Prandtl qui ne dépend que des propriétés du fluide,

où
- {\displaystyle V} est un ordre de grandeur de la vitesse du fluide (m s−1),
- {\displaystyle \rho } est la masse volumique du fluide (kg m−3),
- {\displaystyle \mu } est la viscosité dynamique du fluide (kg m−1 s−1 ou Pa s),
- {\displaystyle \nu ={\frac {\mu }{\rho }}} est  la viscosité cinématique (m2 s−1),
- {\displaystyle c_{p}} est la capacité thermique massique à pression constante (en J kg−1 K−1),
- {\displaystyle \alpha ={\tfrac {\lambda }{\rho \,c_{p}}}} est la diffusivité thermique (m2 s−1).

Cette somme représente une fonction {\displaystyle f}, nommée corrélation car elle ne peut être, le plus souvent, précisée que par l'expérience. Dans ce cas, la forme prise par la corrélation peut être différente de l'expression simple proposée plus haut. De façon générale toutefois, la littérature scientifique fournit des fonctions selon les différentes conditions étudiées :
{\displaystyle {N\!u}_{L_{c}}=f({Re}_{L_{c}},{Pr})} et/ou {\displaystyle {\overline {N\!u}}_{L_{c}}=g\left({Re}_{L_{c}},{Pr}\right)}.
L'objectif est, en général, de déterminer le nombre de Nusselt afin d'en déduire le coefficient de transfert thermique local {\displaystyle h} ou global {\displaystyle {\overline {h}}} par convection.
Les corrélations sont très nombreuses et il est difficile d'en dresser une liste exhaustive ; en voici néanmoins quelques exemples.
| Géométrie | Corrélation | Corrélation | Conditions                                                                                      |
| --- | --- | --- | ----------------------------------------------------------------------------------------------- |
| Écoulement parallèle à une surface plane isotherme {\displaystyle x} est l'abscisse en prenant le bord d'attaque comme origine | {\displaystyle {N\!u}_{x}=0,332\,{Re}_{x}^{1/2}\,{Pr}^{1/3}} (local) {\displaystyle {\overline {N\!u}}_{x}=0,664\,{Re}_{x}^{1/2}\,{Pr}^{1/3}} (moyen entre 0 et {\displaystyle x}) | {\displaystyle {N\!u}_{x}=0,332\,{Re}_{x}^{1/2}\,{Pr}^{1/3}} (local) {\displaystyle {\overline {N\!u}}_{x}=0,664\,{Re}_{x}^{1/2}\,{Pr}^{1/3}} (moyen entre 0 et {\displaystyle x}) | Écoulement laminaire {\displaystyle {Re}_{x}<5.10^{5}} et {\displaystyle {Pr}>0,7}              |
| Écoulement parallèle à une surface plane isotherme {\displaystyle x} est l'abscisse en prenant le bord d'attaque comme origine | {\displaystyle {N\!u}_{x}=0,0296\,{Re}_{x}^{4/5}\,{Pr}^{1/3}} | {\displaystyle {N\!u}_{x}=0,0296\,{Re}_{x}^{4/5}\,{Pr}^{1/3}} | Écoulement turbulent {\displaystyle {Re}_{x}>5.10^{5}} et {\displaystyle 0,6<{Pr}<60}           |
| Écoulement perpendiculaire à un cylindre isotherme                                                                             | Hilpert : {\displaystyle {\overline {N\!u}}_{D}=C\,{Re}_{D}^{n}{Pr}^{1/3}} | {\displaystyle n=0,330} et {\displaystyle C=0,989} | {\displaystyle 0,4\leqslant {Re}_{D}\leqslant 4}                                                |
| Écoulement perpendiculaire à un cylindre isotherme                                                                             | Hilpert : {\displaystyle {\overline {N\!u}}_{D}=C\,{Re}_{D}^{n}{Pr}^{1/3}} | {\displaystyle n=0,385} et {\displaystyle C=0,911} | {\displaystyle 4\leqslant {Re}_{D}\leqslant 40}                                                 |
| Écoulement perpendiculaire à un cylindre isotherme                                                                             | Hilpert : {\displaystyle {\overline {N\!u}}_{D}=C\,{Re}_{D}^{n}{Pr}^{1/3}} | {\displaystyle n=0,466} et {\displaystyle C=0,683} | {\displaystyle 40\leqslant {Re}_{D}\leqslant 4\,000}                                            |
| Écoulement perpendiculaire à un cylindre isotherme                                                                             | Hilpert : {\displaystyle {\overline {N\!u}}_{D}=C\,{Re}_{D}^{n}{Pr}^{1/3}} | {\displaystyle n=0,618} et {\displaystyle C=0,193} | {\displaystyle 4\,000\leqslant {Re}_{D}\leqslant 40\,000}                                       |
| Écoulement perpendiculaire à un cylindre isotherme                                                                             | Hilpert : {\displaystyle {\overline {N\!u}}_{D}=C\,{Re}_{D}^{n}{Pr}^{1/3}} | {\displaystyle n=0,805} et {\displaystyle C=0,027} | {\displaystyle 40\,000\leqslant {Re}_{D}\leqslant 400\,000}                                     |
| Écoulement dans un tube de paroi isotherme                                                                                     | {\displaystyle {N\!u}_{D}=3{,}66}, | {\displaystyle {N\!u}_{D}=3{,}66}, | Région thermique pleinement développée : {\displaystyle {\frac {x}{D}}>0{,}05\,{Re}_{D}\,{Pr}}. |
| Écoulement dans un tube à densité de flux thermique pariétal constant                                                          | {\displaystyle {N\!u}_{D}=4{,}36}, | {\displaystyle {N\!u}_{D}=4{,}36}, | Région thermique pleinement développée : {\displaystyle {\frac {x}{D}}>0{,}05\,{Re}_{D}\,{Pr}}. |

### En convection naturelle
Pour l'étude de la convection naturelle, le nombre de Reynolds n'a pas de sens puisque le fluide est au repos à distance de la paroi. Le nombre de Grashof est utilisé à sa place :
{\displaystyle {Gr}_{L_{c}}={\frac {g\,\beta \,(T_{s}-T_{\infty })\,L_{c}^{3}}{\nu ^{2}}}={\frac {g\,\beta \,(T_{s}-T_{\infty })\,{L_{\mathrm {c} }}^{3}\,{\rho }^{2}}{\mu ^{2}}}},
où :
- {\displaystyle g} est l'accélération de la pesanteur (m s−2) ;
- {\displaystyle \beta } est le coefficient de dilatation (K−1) ;
- {\displaystyle \Delta T=T_{s}-T_{\infty }} est la différence de température entre la paroi et le fluide au repos à distance de la paroi (K).

Le nombre de Rayleigh lui est associé par : {\displaystyle {Ra}_{L_{c}}={Pr}\,{Gr}_{L_{c}}}.
Dans les cas les plus simples la corrélation prend la forme {\displaystyle {\overline {N\!u}}_{L_{c}}=C\,{Ra}_{L_{c}}^{n}}. mais de façon plus générale on pourra rencontrer des fonctions plus sophistiquées :
{\displaystyle {N\!u}_{L_{c}}=f\left({Gr}_{L_{c}},{Pr}\right)} et/ou {\displaystyle {\overline {N\!u}}_{L_{c}}=g\left({Gr}_{L_{c}},{Pr}\right)}.
Quelques exemples sont proposés dans le tableau qui suit. Un recueil plus important est fourni en boite déroulante plus loin.
| Géométrie | Corrélation | Corrélation | Conditions                                                                 |
| --- | --- | --- | -------------------------------------------------------------------------- |
| Surface plane verticale isotherme {\displaystyle x} est l'abscisse en prenant le bord d'attaque comme origine (en bas pour une paroi chaude, en haut pour une paroi froide) | {\displaystyle {\overline {N\!u}}_{x}=C\,{Ra}_{x}^{n}} | {\displaystyle n=1/4} et {\displaystyle C=0,59}, | Écoulement laminaire {\displaystyle 10^{4}\leqslant {Ra}\leqslant 10^{9}}  |
| Surface plane verticale isotherme {\displaystyle x} est l'abscisse en prenant le bord d'attaque comme origine (en bas pour une paroi chaude, en haut pour une paroi froide) | {\displaystyle {\overline {N\!u}}_{x}=C\,{Ra}_{x}^{n}} | {\displaystyle n=1/3} et {\displaystyle C=0,10}, | Écoulement turbulent {\displaystyle 10^{9}\leqslant {Ra}\leqslant 10^{13}} |
| Surface plane verticale isotherme {\displaystyle x} est l'abscisse en prenant le bord d'attaque comme origine (en bas pour une paroi chaude, en haut pour une paroi froide) | Résultats obtenus analytiquement, {\displaystyle {N\!u}_{x}=0,508\,{Ra}_{x}^{1/4}\left({\frac {Pr}{0,952+{Pr}}}\right)^{1/4}} {\displaystyle {\overline {N\!u}}_{x}={\frac {4}{3}}{N\!u}_{x}=0,667\,{Ra}_{x}^{1/4}\left({\frac {Pr}{0,952+{Pr}}}\right)^{1/4}} | Résultats obtenus analytiquement, {\displaystyle {N\!u}_{x}=0,508\,{Ra}_{x}^{1/4}\left({\frac {Pr}{0,952+{Pr}}}\right)^{1/4}} {\displaystyle {\overline {N\!u}}_{x}={\frac {4}{3}}{N\!u}_{x}=0,667\,{Ra}_{x}^{1/4}\left({\frac {Pr}{0,952+{Pr}}}\right)^{1/4}} | Écoulement laminaire {\displaystyle {Ra}\leqslant 10^{9}}                  |
| Cylindre horizontal | Morgan, : {\displaystyle {\overline {N\!u}}_{D}=C\,{Ra}_{D}^{n}} | {\displaystyle n=0,058} et {\displaystyle C=0,675} | {\displaystyle 10^{-10}\leqslant {Ra}_{D}\leqslant 10^{-2}}                |
| Cylindre horizontal | Morgan, : {\displaystyle {\overline {N\!u}}_{D}=C\,{Ra}_{D}^{n}} | {\displaystyle n=0,148} et {\displaystyle C=1,02} | {\displaystyle 10^{-2}\leqslant {Ra}_{D}\leqslant 10^{2}}                  |
| Cylindre horizontal | Morgan, : {\displaystyle {\overline {N\!u}}_{D}=C\,{Ra}_{D}^{n}} | {\displaystyle n=0,188} et {\displaystyle C=0,850} | {\displaystyle 10^{2}\leqslant {Ra}_{D}\leqslant 10^{4}}                   |
| Cylindre horizontal | Morgan, : {\displaystyle {\overline {N\!u}}_{D}=C\,{Ra}_{D}^{n}} | {\displaystyle n=0,250} et {\displaystyle C=0,480} | {\displaystyle 10^{4}\leqslant {Ra}_{D}\leqslant 10^{7}}                   |
| Cylindre horizontal | Morgan, : {\displaystyle {\overline {N\!u}}_{D}=C\,{Ra}_{D}^{n}} | {\displaystyle n=0,333} et {\displaystyle C=0,125} | {\displaystyle 10^{7}\leqslant {Ra}_{D}\leqslant 10^{12}}                  |